# پاردم

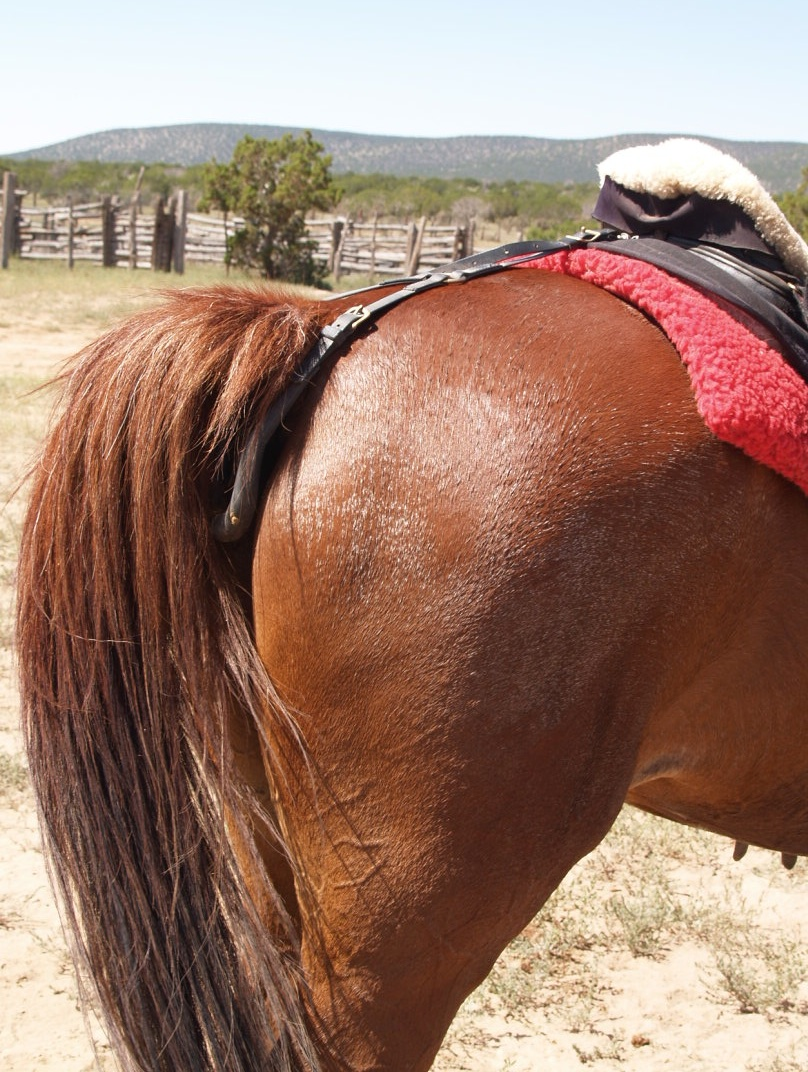
پاردم که به پشت زین چسبیده است.

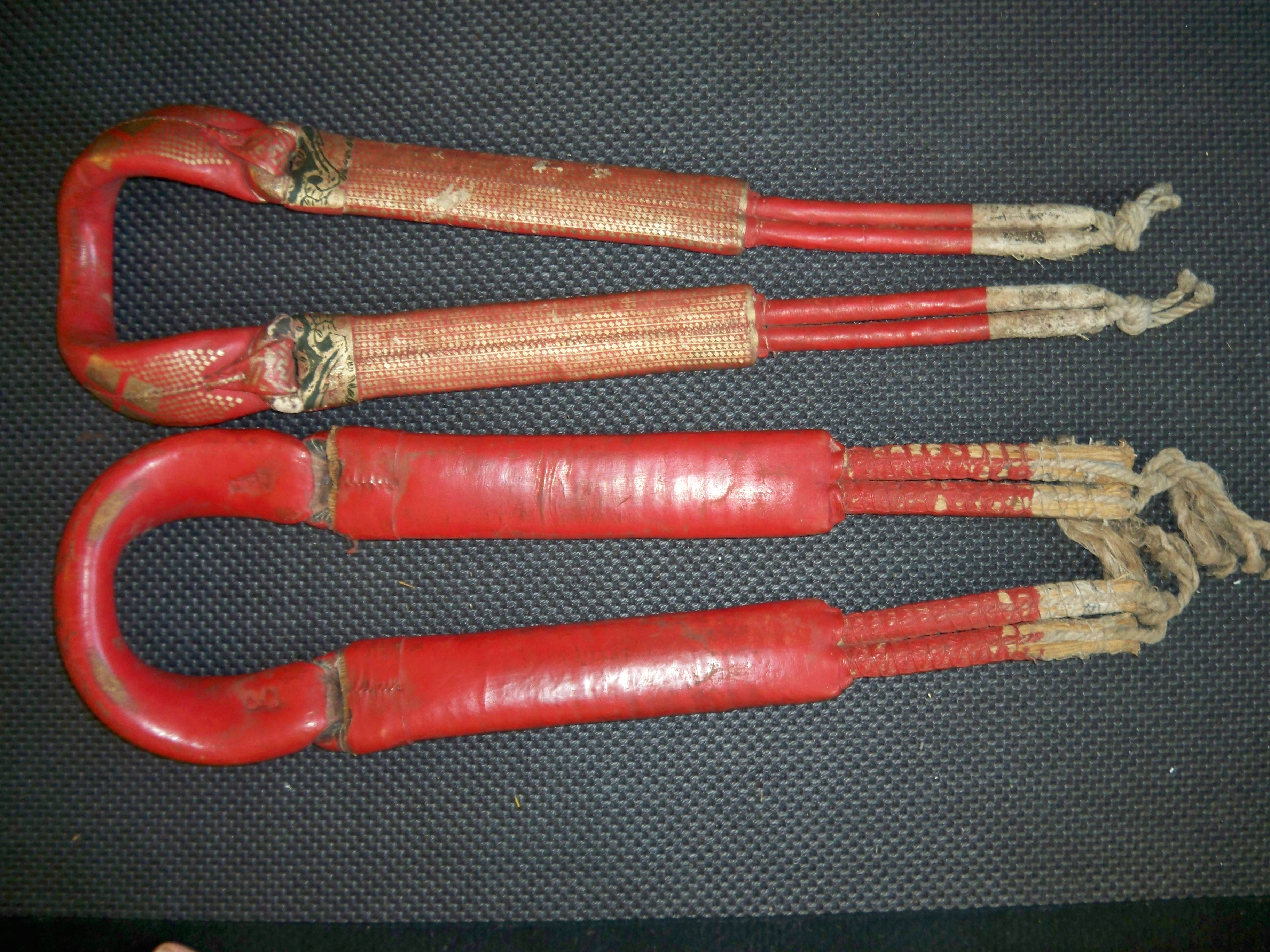
پاردم‌های قدیمی ژاپنی.

پاردُم تسمه‌ای چرمین یا از جنس پالان است که بر عقب زین یا پالان می‌دوزند و آن را در دو سوی پالان استوار می‌کنند. دم خر و اسب و ستوران را از آن می‌گذرانند و این باعث می‌شود که در سربالایی‌ها پالان به طرف پایین نلغزد.
در اسب‌ها از پاردم‌ها برای جلوگیری از به جلو لیز خوردن زین اسب استفاده می‌شود. در انتهای بزرگتر پاردم، بندی قرار دارد که زیر دم اسب قرار داده شده، و انتهای کوچکتر به زین بسته می‌شود.
نام‌های دیگر پاردم در فارسی عبارتند از پالدم، زیردمی. رانکی. قشقون. و گوزبان.

پال در فارسی یه معنای ریسمان است و بنابراین پاردم یعنی ریسمان دُم.

## نمونه‌های کاربرد واژه در ادبیات
در تاریخ طبری ترجمه ٔ بلعمی آمده‌است:
یزدجرد. . . خود برخاست و بیرون آمد و فراز اسب شد و او را بنواخت اسب خاموش شد تا او را بزین درآورد و تنگ برکشید و لگام بر سرکرد و خواست که پاردم درافکند اسب هر دو پای بر سینه اش زد و درهم شکست و یزدجرد بیفتاد و بمرد.
در تاریخ بیهقی آمده‌است:
اسبی بلند برنشستی با بناگوش و زیربند و پاردم و ساخت آهن سیمکوفت.
پاردم‌سائیده در لغت به معنای فرد بی‌شرم و حیا است، این اصطلاح می‌تواند به ساییده شدن پاردم ستوران بر اثر فزونی عمل جنسی اشاره داشته باشد.
حافظ در غزل شماره ۲۹۶:
صوفی شهر بین که چون لقمهٔ شُبهه می‌خورد

پاردُمَش دراز باد آن حَیَوانِ خوش علف